# Биант
Биант (на старогръцки: Βίας, Bias) в гръцката митология е цар на Аргос, син на Амитаон, царят на Пилос и съпругата му Аглая или Идомена и брат на Мелампод.
Ификъл открадва стадото от крави на Тиро, майката на Нелей, царят на Пилос. Нелей обещава да даде дъщеря си Перо на този за жена, който върне това стадо обратно.
Биант с помощта на брат си Мелампод открадва стадото и се жени за братовчедката си Перо, дъщерята на Нелей и на Хлорида. С нея той има син Талай.
Отново с помощта на брат си той получава една трета от царската власт на Аргос и основава династията на Биантидите. Това е по времето на Анаксагор. След смъртта на Перо Биант се жени за Лисипа, дъщерята на Прет. Други негови деца са Арей, Леодок и Анаксибия, която се омъжва за Пелий. След неговата смърт неговият син Талай става цар на Аргос.
През древността на него е наречена реката Bias в Месения.